# Acritochaete
Acritochaete  Pilg. é um género botânico pertencente à família Poaceae, subfamília Panicoideae, tribo Paniceae.
O gênero é composto por uma única espécie, nativa da África:

## Espécie
- Acritochaete volkensii Pilg.